# Home Fleet
Home Fleet var den brittiska flotta som var utgångsbaserad i hemmafarvattnen 1902-1967. Den var främst avsedd för försvar av hemlandet. Dess närmaste motsvarighet idag är Fleet Command (Royal Navy).
Home Fleet bildades sedan Storbritannien genom alliansfördrag med Japan 1902 och Frankrike 1904 kunnat dra hem fartyg från sina översjöiska baser och Medelhavet till vattnen krig Storbritannien. Under första världskriget skedde en kraftig koncentrering av örlogsfartyg till Home Fleet, som till slut omfattade 35–40 slagskepp och slagkryssare jämte lättare fartyg och fick namnet Grand Fleet. Vid andra världskrigets utbrott omfattade Home Fleet 7 slagskepp, ett par hangarfartyg, 5 kryssare och 2 jagarflottiljer, vilka avsågs för operationer i Nordsjön, Atlanten och Norra Ishavet. Under den här tiden skapades även Channel Fleet. Home Fleet behölls rustad även efter fredsslutet.